# Ерік VI (король Данії)
Ерік VI Менвед (1274 — 13 липня 1319) — король Данії у 1286—1319 роках.

## Життєпис
Походив з династії Естрідсенів. Син Еріка V, короля Данії, та Агнес Асканії Бранденбурзької.
Після вбивства його батька Ерік ще був досить малим, тому регентство отримала його мати. У 1287 році Еріка було короновано. Того ж року було вигнано з країни ймовірних змовників проти Еріка V на чолі із Стігом Андерсеном.
У 1289 році новий архієпископом став Йєнс Гранд, який підтримував вигнаних у 1287 році магнатів. Потроху це спричинило конфлікт з регентшею. Він ще більше поглибився внаслідок бажання архієпископа зробити церкву зовсім незалежною від королівської влади. При цьому тривали постійні заворушення серед магнатів. Вони припинилися лише після смерті Стіга Андерсена у 1293 році.
У 1294 році регентство було скасовано. Незабаром король віддав наказ заарештувати Йєнса Гранда. Втім тому у 1296 році вдалося втекти до Риму. Водночас король впровадив у практику конфіскацію церковної десятини на користь корони (ця практика збереглася до 1319 року). Усе це спричинило конфлікт з церквою: папа римський Боніфацій VIII наказав Еріку VI відновити Йєнса на посаді архієпископа та сплатити штраф у 49 тисяч срібних марок, але той відмовився. За це у 1297 році було накладено інтердикт на Данію. Лише у 1302 році конфлікт з церквою було вирішено: король сплатив штраф, але Йєнса Гранда було позбавлено сану.
Вирішення цих конфліктів сприяло відновленню активної зовнішньої політики. У 1302 році король стає князем Ростоку. З 1304 до 1317 року Еріку VI вдалося підкорити низку портових міст північної Німеччини (Любек, Вісмар). Втім спроба у 1316—1317 роках підкорити Штральзунд виявилася невдалою. При цьому Альбрехт I, король Німеччини, передав Данії землі на північ від Ельби. Протягом 1306—1319 років Ерік VI підтримував у боротьбі за трон шведського короля Біргера I. У цей час вплив Данії на Швецію значно зріс.
Втім, ці війни спричинили виснаження фінансів та впровадження нових податків, карбування нових грошей. У відповідь селяни повставали у 1312 році — в Зеландії, у 1313 році — в Ютландії та на острові Фюн. У 1315 році проти нього виступив брат Хрістофер, якого Ерік VI вигнав з країни. У 1315—1317 роках були неврожаї, що спричинили сильний голод. Щоб поповнити скарбницю король став здавати в оренду королівські землі на півдні країни. У 1317 році Росток було захоплено Генріхом II, герцогом Мекленбурзьким. Помер король 13 липня 1319 року.

## Родина
Дружина — Інгеборга Шведська
Діти: 14 дітей, померли у дитинстві